# DQ (가수)
DQ(본명: 페테르 안데르센, 본명 영어: Peter Andersen, 1973년 2월 16일 ~ )는 덴마크의 가수이자 드래그 퀸이다. 예명인 DQ는 "드라마 퀸"(Drama Queen)의 약칭이다. 유로비전 송 콘테스트 2007에서 덴마크 대표로 참가했다.